# Steve Paterson
Steven William Paterson (Elgin, 8 aprile 1958) è un allenatore di calcio ed ex calciatore scozzese.

## Carriera

### Calciatore
Iniziò la carriera professionistica a 17 anni, tra le file del Manchester United di Tommy Docherty dove totalizzò sei presenze in cinque stagioni fino al 1980, quando fu ceduto allo Sheffield United al termine di una trattativa controversa, che si concluse con la risoluzione anticipata del contratto a causa di un infortunio che ne aveva pregiudicato il rendimento. Ripresa l'attività calcistica nel 1981 firmando per il Buckie Thistle, dopo appena un anno si trasferirà in Australia nel Sydney Olympic per poi militare in club asiatici come gli Hong Kong Rangers e lo Yomiuri (divenendo il primo calciatore europeo a firmare per un club giapponese), in cui concluderà definitivamente la carriera nel 1986 in seguito al persistere dei problemi fisici.

### Allenatore
Dopo una breve parentesi all'Elgin City nel maggio 1990, nell'ottobre di quello stesso anno Paterson verrà assunto come guida tecnica dell'Huntly per poi passare nell'agosto 1995 all'Inverness, allora militante in quarta divisione. Nell'arco di cinque anni Paterson condurrà la squadra sino alla promozione in massima serie, ottenendo buone prestazioni in coppa nazionale (tra cui un 3-1 rifilato al Celtic nell'edizione 2000): tali risultati gli varranno nel 2002 la guida dell'Aberdeen, che assunse dopo aver inizialmente annunciato di aver accettato un incarico simile per il Dundee United. Dopo circa diciotto mesi Paterson, da tempo sofferente di problemi di alcolismo, abbandonò la panchina dell'Aberdeen per ripartire dalle serie inferiori con il Forres Mechanics, dove rimase fino al 2006, anno in cui accettò l'incarico di allenatore del Peterhead, che abbandonò in seguito ad un esonero nel gennaio 2008. A partire dal 2011 allena il Formartine United, dopo aver guidato nella stagione precedente l'Elgin City.

## Palmarès
- Coppa d'Inghilterra: 1

1976-1977
- Charity Shield: 1

1977
- Japan Soccer League: 1

1984
- Coppa dell'Imperatore: 1

1984
- Japan Soccer League Cup: 1

1985